# Waleed Salim Al-Lami
Waleed Salim Al-Lami (5 de janeiro de 1992) é um futebolista profissional iraquiano que atua como defensor.

## Carreira
Waleed Salim Al-Lami representou a Seleção Iraquiana de Futebol na Copa da Ásia de 2015.